# Maarja Kangro
Maarja Kangro (Tallinn, 1973. december 20. –) észt librettista, költő, író és műfordító.

## Életrajzi adatok
Édesapja Raimo Kangro zeneszerző, édesanyja Leelo Tungal költő és író. Maarja Kangro irodalomtörténetet és anglisztikát tanult a Tartui Egyetemen.

## Irodalmi működése
Olasz, angol és német nyelvből fordít (pl. Umberto Eco, Hans Magnus Enzensberger, Andrea Zanzotto, Valerio Magrelli), verset és szépprózát is ír. 1999-ben ő írta testvérével, Kirke Kangróval Raimo Kangro Süda című operájának szövegkönyvét. 2005-ben pedig Tõnis Kaumann Kaubamaja című  kamaraoperájához írt szöveget.  2006-ban volt az ősbemutatója Tõni Kõrvits két operájának Tuleaed és Mu luiged, mu mõtted), melyek szövegét szintén Maarja Kangro írta. Ugyanabbban az évben jelent meg első verseskötete.
Gyakran intim témákról ír, nem riad vissza a nyers nyelvhasználattól és nem zavarja, ha ezt provokatívnak tartják. „Ám pusztán provokatív céllal írni túlságosan felszínes lenne.” – tette hozzá egy 2020 elején vele készült interjúban. Klaaslaps (Üveggyermek) című regénye 2016-ban jelent meg.

## Verseskötetei
- Kurat õrnal lumel (2006)
- Tule mu koopasse, mateeria (2007)
- Heureka (2008)
- Kunstiteadlase jõulupuu (2010)
- La farfalla dell'irreversibilità (2011)
- Must tomat (2013)
- Tuul (2019)

## Prózai művei
- Puuviljadraakon (2006)
- Ahvid ja solidaarsus (2010)
- Dantelik auk (2012)
- Hüppa tulle (2014)
- Klaaslaps (2016)
- Minu auhinnad (2018)
- Isa kõrvad  (2020)
- Kaks pead (2020)
- Susad ja teisi jutte (2021)
- Õismäe ajamasin  (2021)
- Ulguv rula  (2022)

## Elismerései
- Az Észt Gyermekirodalom Központjának nagydíja, 2006
- A Tallinni Egyetem Irodalmi díja, 2008
- Az észt Kulturkapital díja, 2009
- A Tallinni Egyetem Irodalmi díja, 2009
- Az észt Kulturkapital díja, 2011
- Friedebert Tuglas-díj, 2011
- Friedebert Tuglas-díj, 2014